# Besko (gmina)
Pour la localité, voir Besko.
Besko [ˈbɛskɔ] (en ukrainien: Босько, Bos’ko) est une commune rurale de la voïvodie des Basses-Carpates et du powiat de Sanok. Elle s'étend sur 27,6 km2 et comptait 4 250 habitants en 2004.

## Géographie
Elle se situe à environ 20 kilomètres à l'ouest de Sanok et à 51 kilomètres au sud de Rzeszów, la capitale régionale.
La gmina regroupe les villages de Besko, Mymoń et Poręby.